# Merciful Nuns
Merciful Nuns (с англ. — «милосердные монахини») — немецкая музыкальная группа, исполняющая готик-рок. Основана Артаудом Сетом, экс-фронтменом известной группы Garden of Delight.

## История
Группа Merciful Nuns была основана в 2009 году, вскоре после распада коллектива Garden of Delight, его бывшими участниками. Лидер обеих групп Артауд Сет заявил, что Merciful Nuns — «единственная полноправная наследница» GOD (хотя ранее музыканты в том же составе сотрудничали в рамках группы Lutherion).
В 2010 году группа выпустила свой первый альбом под названием Lib.I, исполненный в духе классического готик-рока и вдохновлённый идеологией Телемы, а также EP Body of Light. Кроме того, отдельные не вышедшие на дисках композиции были доступны для бесплатного скачивания через MySpace-страницу команды. На протяжении 2010 года музыканты дали концерты в Афинах (где играли вместе с легендами готик-рока Fields of the Nephilim), Мадриде и Гётеборге.
28 января 2011 года вышел второй полноформатный альбом Merciful Nuns — Hypogeum II, который, как и первый диск группы, получил положительные отзывы критиков. В поддержку альбома музыканты провели турне по Центральной Европе, дав концерты в Германии, Чехии и Австрии, а 10 июня 2011 года Merciful Nuns впервые выступили на фестивале Wave Gothic Treffen в качестве хэдлайнеров (совместно с известным готик-рок коллективом The March Violets). Тем же летом вышел первый концертный DVD группы под названием Infinite Visions, содержащий запись концерта в Берлине и встреченный сдержанным одобрением музыкальных критиков. Третий альбом коллектива, получивший название Xibalba III, вышел 21 декабря 2011 года и получил неплохие отзывы от журналистов, отметивших высокое качество представленного на диске материала. 16 марта 2012 года состоялся релиз очередного EP группы Genesis Revealed.
Группа приняла участие в фестивале Castle Party XIX летом 2012 года. Концерты в поддержку нового диска также проходят в Германии, Бельгии, Польше, Португалии, Великобритании, Чехии и Испании, в тур вместе с Merciful Nuns отправились Whispers in the Shadow. 29 сентября 2012 года в Берлине прошёл масштабный концерт двух групп под названием Gathering of the Nunhood, который был записан на CD; 3 октября группа сообщила, что планирует выпустить концертный диск вместе с четвёртым альбомом Goetia IV в конце ноября. В поддержку новой студийной работы музыканты 1 декабря выступят в Мадриде, на фестивале SMG Festival, вместе с The Beauty of Gemina и Joy Disaster.

## Стиль, истоки, влияние
По словам лидера группы Артауда Сета, стиль Merciful Nuns сформировался под влиянием творчества группы Sisters of Mercy и поздних работ Joy Division; кроме того, нельзя отрицать существенного воздействия музыки Garden of Delight, поскольку в обоих коллективах один и тот же фронтмен, автор текстов и основной композитор. Музыкальные критики отмечали также влияние Fields of the Nephilim и Nosferatu на творчество команды. По мнению некоторых критиков, Merciful Nuns — одна из немногих групп, исполняющих в наши дни «настоящий» готик-рок «старой школы». Некоторые рецензенты характеризуют стиль коллектива как сочетание «тёмного» гитарного звука, низкого эмоционального вокала и тяжёлых, иногда «по-шамански» звучащих ударных, основанное на традициях классического готик-рока «первой волны».
Логотип коллектива навеян Телемой и представляет собой несколько видоизменённую печать Бабалон, впервые использованную Алистером Кроули.

## Дискография

### Студийные альбомы
- Lib.I — 2010
- Hypogeum II — 2011
- Xibalba III — 2011
- Goetia IV — 2012
- Goetia V — 2013
- Exosphere VI — 2013
- Meteora VII — 2014
- Thelema VIII — 2016
- A-U-M — 2017
- Anomaly— 2018

### EP
- Body of Light — 2010
- Ancient Astronauts — 2011
- Genesis Revealed — 2012
- Supernovae — 2013
- Exoplanet — 2014
- Allseeing Eye — 2016
- Black Halo — 2019

### Концертные альбомы
- The Gathering — 2012
- 400 Billion Suns — 2015

### Сборники
- Closing — 2014
- Occvltation — 2015
- Nekrolog — 2018

### Видеография
- Infinite Visions — 2011 (DVD)

## Основные концертные выступления
2010
- 29 мая — концерт в Афинах (вместе с Fields of the Nephilim)
- 18 сентября — концерт в Мадриде
- 13 ноября — концерт в Гётеборге

2011
- 14—23 апреля — турне по Центральной Европе (Германия, Чехия, Австрия)
- 10 июня — выступление на фестивале Wave Gothic Treffen в Лейпциге (вместе с The March Violets)
- 1 июля — выступление на фестивале Castle Rock в Мюльгейме, Германия
- 24 июля — выступление на фестивале Shadowplay Festival в Бельгии (вместе с Clan of Xymox)

2012
- 27 июля — выступление на фестивале Castle Party в Польше
- август—сентябрь — европейское турне
- 29 сентября — концерт в Берлине